# Adolphe Bartels
Adolphe Bartels (Bruxelles, 24 agosto 1802 – Bruxelles, 1862) è stato un giornalista, scrittore liberale belga, noto per il suo appoggio alla Rivoluzione belga del 1830. Ha scritto due racconti storici della Rivoluzione, nel 1834 e 1836 rispettivamente. Ha inoltre pubblicato  Radical, organo ufficiale del movimento liberale dal 1837 al 1838.

## Lavori
- Les Flandres et la révolution belge, su books.google.co.uk.
- Documens historiques sur la révolution belge, su books.google.co.uk.